# Окойоакак
Окойоакак (исп. Ocoyoacac) — город и муниципалитет в Мексике, входит в штат Мехико. Население — 54 224 человека.